# Cratocnema
Cratocnema is een geslacht van vliesvleugeligen(Hymenoptera) uit de familie van de  schildwespen (Braconidae). De wetenschappelijke naam van het geslacht is voor het eerst geldig gepubliceerd in 1914 door Győző Szépligeti.
Dit geslacht komt voor in het Afrotropisch gebied (inclusief Madagascar). Het is nauw verwant aan het geslacht Bracon. Een belangrijk onderscheidend kenmerk van Cratocnema is dat de achterste tibia "breed en platgedrukt" zijn (breit und flachgedrückt schreef Szépligeti) en vaak een diepe langsgroef vertonen.

## Soorten[2]
- Cratocnema albopilosum (Szépligeti, 1913)
- Cratocnema bicolor Szépligeti, 1914
- Cratocnema cephalotum Szépligeti, 1914
- Cratocnema juxtacasum Papp, 2000
- Cratocnema leve Granger, 1949
- Cratocnema luteum (Szépligeti, 1913)
- Cratocnema maculiceps Szépligeti, 1914
- Cratocnema maculiventre Szépligeti, 1914
- Cratocnema nigriventre Szépligeti, 1914
- Cratocnema pallidipes Szépligeti, 1914
- Cratocnema politum Szépligeti, 1914
- Cratocnema postfurcale (Brues, 1924)
- Cratocnema testaceum Szépligeti, 1914
- Cratocnema tricolor Granger, 1949
- Cratocnema variicolor Granger, 1949